# FlatOut: Ultimate Carnage
FlatOut: Ultimate Carnage és el tercer videojoc de la saga de destructors de cotxes FlatOut, serà llançat només per Xbox 360. Conegut en un principi com a FlatOut: Total Carnage, FlatOut: Ultimate Carnage va ser anunciat oficialment l'u de febrer del 2007, i va ser llançat el 22 de juny del 2007 als Països Catalans i a la resta d'Europa. El videojoc és una versió millorada del FlatOut 2 estrenant nous modes de jugabilitat i gràfics.

## Grups de música al Flatout UC
The Sleeping.
Riverboat Gamblers.
Kazzer.
Everything at Once.
The White Heat.
Supermercado.
Hypnogaja.
Art of Dying.
Opshop.
32 Leaves.
Point Defiance.
No Connection.
The Classic Crime.
Dead Poetic.
Manafest.
A Static Lullaby.
Sasquatch.
This is Menace.
Luna Halo.